# 1996 Adams
Adams (asteroide 1996) é um asteroide da cintura principal, a 2,2028033 UA. Possui uma excentricidade de 0,1390228 e um período orbital de 1 494,75 dias (4,09 anos).
Adams tem uma velocidade orbital média de 18,62090155 km/s e uma inclinação de 15,14017º.
Esse asteroide foi descoberto em 16 de Outubro de 1961 por Goethe Link Obs..